# Carlos Emiliano Pereira
Carlos Emiliano Pereira, mais conhecido como Carlinhos (Piripiri, 29 de novembro de 1986) é um ex-futebolista brasileiro que atuava como lateral-esquerdo e meia-esquerda.

## Carreira

### Antecedentes
Nascido em Piripiri, Piauí, Carlinhos foi revelado no 4 de Julho em 2004. Além disso, passou por times como Picos e Barras.

### Icasa
Carlinhos chegou ao Icasa no ano de 2009, sua estreia aconteceu em 27 de junho, entrando como titular em uma vitória fora de casa por 2 a 1 sobre o CRB, pela Série C de 2009. Seu primeiro gol pelo clube aconteceu em 2 de agosto, em uma vitória em casa por 4 a 0 sobre o Confiança. Na mesma temporada, o time conseguiu o acesso a Série B de 2010, onde foi titular absoluto.
Na sua primeira passagem pelo Icasa, fez 45 jogos e marcou seis gols.

### Guarani
Em 14 de janeiro de 2011, o Guarani anunciou a contratação de Carlinhos, por um contrato de empréstimo até o fim do ano. Sua estreia aconteceu em 16 de fevereiro, entrando como substituto em um empate fora de casa por 4 a 4 com o União Rondonópolis, pela Copa do Brasil de 2011.
No Guarani, Carlinhos não foi muito aproveitado, disputando apenas 14 jogos e marcando nenhum gol.

### Retorno ao Icasa
Após o seu contrato de empréstimo com o Guarani se encerrar, Carlinhos retornou ao Icasa em 2012. Sua reestreia aconteceu em 12 de fevereiro, entrando como titular em uma derrota fora de casa por 5 a 0 para o Horizonte, pelo Campeonato Cearense de 2012.[carece de fontes?] Seu primeiro gol pelo clube após o seu retorno aconteceu em 28 de outubro, marcando o único gol de uma vitória em casa por 1 a 0 sobre o Paysandu, pela Série C de 2012.
Na sua segunda passagem pelo Icasa, fez 42 jogos e marcou apenas um gol.

### Atlético Sorocaba
Em 2013, Carlinhos foi emprestado para o Atlético Sorocaba. Sua estreia aconteceu em 26 de janeiro, entrando como titular em uma derrota fora de casa por 2 a 1 para o São Paulo, pelo Campeonato Paulista de 2013. Seu primeiro gol pelo clube aconteceu em 3 de fevereiro, em uma vitória em casa por 4 a 0 sobre a União Barbarense.
Pelo Atlético Sorocaba, Carlinhos fez 15 jogos e marcou dois gols.

### Segundo retorno ao Icasa
Após disputar o Campeonato Paulista pelo Atlético Sorocaba, Carlinhos retornou de seu empréstimo ao Icasa em meados de 2013. Sua primeira partida após o seu retorno aconteceu em 25 de março, entrando como titular em uma vitória em casa por 2 a 1 sobre o Sport, pela Série B de 2013. Seu primeiro gol na terceira passagem aconteceu em 6 de julho, marcando o único de uma vitória em casa por 1 a 0 sobre o Ceará.
Em 20 de setembro, Carlinhos se envolveu em uma discussão com os demais jogadores do elenco e com o técnico Sidney Moraes após a vitória de 5 a 2 sobre o ASA, pela Série B de 2013. Depois do acontecimento, a diretoria do Icasa optou por afastar Carlinhos do elenco no dia 23 de setembro.
Na sua terceira passagem pelo Icasa, fez 22 jogos e marcou apenas um gol.

### Coritiba
No dia 4 de outubro de 2013, foi anunciada a contratação de Carlinhos pelo Coritiba. Sua estreia pelo clube aconteceu em 9 de outubro, entrando como substituto em uma vitória em casa por 1 a 0 sobre o Santos, pelo Campeonato Brasileiro de 2013. Seu primeiro gol pelo clube aconteceu em 20 de outubro, em uma vitória em casa por 2 a 1 sobre o Cruzeiro.
Após se firmar na titularidade da lateral-esquerda do clube no restante da temporada de 2013 e na de 2014, em 7 de abril de 2015, Carlinhos renovou seu contrato com o Coritiba por mais dois anos.
Pelo Coritiba, fez 140 partidas e marcou 5 gols.

### Goiás
Após perder espaço no Coritiba, em 1 de maio de 2017, foi anunciada a contratação de Carlinhos pelo Goiás, por um contrato até o fim da temporada. Sua estreia aconteceu em 19 de maio, entrando como titular em um empate fora de casa por 1 a 1 com o América Mineiro, pela Série B de 2017. Seu primeiro gol pelo clube aconteceu em 23 de setembro, em uma vitória em casa por 2 a 1 sobre o Paysandu.
Pelo Goiás, fez 32 jogos e marcou apenas um gol.

### América Mineiro
No dia 12 de janeiro de 2018, foi anunciada a contratação de Carlinhos pelo América Mineiro, por um contrato até dezembro do mesmo ano. Sua estreia aconteceu em 21 de janeiro, entrando como substituto em um empate fora de casa por 1 a 1 com a URT, pelo Campeonato Mineiro de 2018. Seu primeiro gol pelo clube aconteceu em 15 de abril, em uma vitória em casa por 3 a 0 sobre o Sport, pelo Campeonato Brasileiro de 2018.
Pelo América Mineiro, fez 35 jogos e marcou dois gols.

### Fortaleza
Em 7 de dezembro de 2018, o Fortaleza anunciou a contratação de Carlinhos, por um contrato até o fim de 2020. Sua estreia aconteceu em 28 de janeiro de 2019, entrando como titular em um empate em casa por 0 a 0 com o CSA, pela Copa do Nordeste de 2019. Seu primeiro gol pelo clube aconteceu em 21 de julho, em um empate fora de casa por 2 a 2 com o Atlético Mineiro, pelo Campeonato Brasileiro de 2019.
Carlinhos revezou a titularidade da lateral-esquerda do Fortaleza com Bruno Melo, por conta do seu perfil de maior marcação. Em 26 de fevereiro de 2021, Carlinhos renovou seu contrato, agora com o vínculo válido até dezembro do mesmo ano.
Pelo Fortaleza, fez 100 jogos e marcou dois gols.

### Botafogo
No dia 30 de agosto de 2021, foi oficializado o empréstimo de Carlinhos ao Botafogo, por um contrato até o final do ano. Sua estreia aconteceu em 4 de setembro, entrando como substituto em uma vitória fora de casa por 1 a 0 sobre o Remo, pela Série B de 2021. Seu primeiro gol pelo clube aconteceu em 8 de outubro, em uma vitória em casa por 2 a 0 sobre o CRB.
Com o término do seu contrato com o Fortaleza, em 29 de novembro de 2021, foi confirmado que Carlinhos acertou um pré-contrato para permanecer no Botafogo até o final do Campeonato Carioca de 2022.

## Estilo de jogo
Carlinhos é marcado justamente pela participação nas jogadas de ataque, que tem o lateral-esquerdo avançando, até jogando como um meia-esquerda.

## Vida pessoal
Carlinhos é irmão dos jogadores Pinto e Wilsinho, além de ser primo do ex-jogador França, todos nascidos em Piripiri e revelados no 4 de Julho.

## Títulos
Picos
- Campeonato Piauiense - Segunda Divisão: 2007

Barras
- Campeonato Piauiense: 2008

Icasa
- Campeonato Cearense - Série B: 2010

Coritiba
- Campeonato Paranaense: 2017

Fortaleza
- Campeonato Cearense: 2019, 2020, 2021
- Copa do Nordeste: 2019

Botafogo
- Campeonato Brasileiro - Série B: 2021